# Lacroix-sur-Meuse
Lacroix-sur-Meuse è un comune francese di 740 abitanti situato nel dipartimento della Mosa nella regione del Grand Est.

## Società

### Evoluzione demografica
Abitanti censiti